# Ashley Zukerman
Ashley Zukerman (Santa Monica - 30 de dezembro de 1983) é um ator americano naturalizado australiano. Se tornou conhecido em 2006 por interpretar Dr. Charlie Isaacs na série Manhattan, em 2008 protagonizou a série Rush e por conta de seu papel foi indicado a Logie Awards em 2009, em 2015 venceu o AACTA Awards na categoria Melhor Ator em Drama por seu papel na série australiana The Code, série que também foi protagonista. Em 2021 está no filmes da franquia Rua do Medo da Netflix interpretando o Nick Goode e é protagonista da série Brown's The Lost Symbol da Peacock.

## Filmografia

### Filmes
| Ano  | Nome                                 | Personagem         | Notas |
| ---- | ------------------------------------ | ------------------ | ----- |
| 2004 | Tom White                            | Thug #2            |       |
| 2010 | Blame                                | Anthony            |       |
| 2011 | The Crimson Room                     | John               | Curta |
| 2013 | The Humble Beginnings of the Balloon | Todd Digby         | Curta |
| 2013 | Miasmata                             | Max                | Curta |
| 2018 | The Wind                             | Isaac              |       |
| 2021 | Fear Street Part One: 1994           | Sheriff Nick Goode |       |
| 2021 | Fear Street Part Two: 1978           | Sheriff Nick Goode |       |
| 2021 | Fear Street Part Three: 1666         | Sheriff Nick Goode |       |

### Televisão
| Ano     | Nome                        | Personagem                    | Notas                                    |
| ------- | --------------------------- | ----------------------------- | ---------------------------------------- |
| 2008–11 | Rush                        | Michael Sandrelli             | Protagonista                             |
| 2010    | The Pacific                 | 2nd Lt Robert "Mac" MacKenzie | TV miniseries                            |
| 2010    | Lowdown                     | Dylan Hunt                    | Recorrente                               |
| 2011    | The Slap                    | Dylan                         | "Anouk"                                  |
| 2011    | Terra Nova                  | Lucas Taylor                  | Recorrente                               |
| 2012    | Death Star PR               | Bilson                        | "Nemesis"                                |
| 2013    | Mr & Mrs Murder             | Alex Moran                    | "En Vogue"                               |
| 2013    | Underbelly: Squizzy         | Det. James Bruce              | Papel principal                          |
| 2014–15 | Manhattan                   | Charlie Isaacs                | Protagonista                             |
| 2014–16 | The Code                    | Jesse Banks                   | Papel principal                          |
| 2015    | Childhood's End             | Jake Greggson                 | TV miniseries                            |
| 2016    | Four Stars                  | Danny                         | Filme para TV                            |
| 2016    | Fear the Walking Dead       | Will                          | "Pillar of Salt"                         |
| 2016    | Masters of Sex              | Gary Bucksey                  | "The Pleasure Protocol", "Coats or Keys" |
| 2016–17 | Designated Survivor         | Peter MacLeish                | Recorrente (1ª Temporada)                |
| 2017    | Friday on My Mind           | Ted Albert                    | TV miniseries                            |
| 2018    | Reverie                     | Nate Hallo                    | "No More Mr. Nice Guy"                   |
| 2018–19 | Succession                  | Nate Sofrelli                 | Recorrente                               |
| 2020    | A Teacher                   | Matt Mitchell                 | Protagonista                             |
| 2021    | Dan Brown's The Lost Symbol | Robert Langdon                | Protagonista                             |

### Prêmios e Indicações
| Ano  | Prêmio             | Categoria                        | Subject  | Resultado |
| ---- | ------------------ | -------------------------------- | -------- | --------- |
| 2009 | Logie Awards       | Best New Talent                  | Rush     | Indicado  |
| 2014 | AACTA Awards       | Best Actor in a Television Drama | The Code | Indicado  |
| 2015 | AACTA Awards       | Best Actor in a Television Drama | The Code | Venceu    |
| 2015 | Silver Logie Award | Most Outstanding Actor           | The Code | Indicado  |
| 2016 | AACTA Awards       | Best Actor in a Television Drama | The Code | Indicado  |